# Даніель (герцог Вестергетландський)
Даніель, герцог Вестергетландський (швед. Prins Daniel av Sverige, Hertig av Västergötland, ім'я при народженні Улоф Даніель Вестлінг, швед. Olof Daniel Westling; нар. 15 вересня 1973, Еребру) — шведський фізкультурний тренер і власник спортзалів, чоловік кронпринцеси Швеції Вікторії (весілля відбулася 19 червня 2010 року). Після 2010 року має титул Його Королівська Високість Принц Даніель Шведський, герцог Вестергетландскій (номінальне титулування щодо провінції Вестерйотланд).

## Біографія

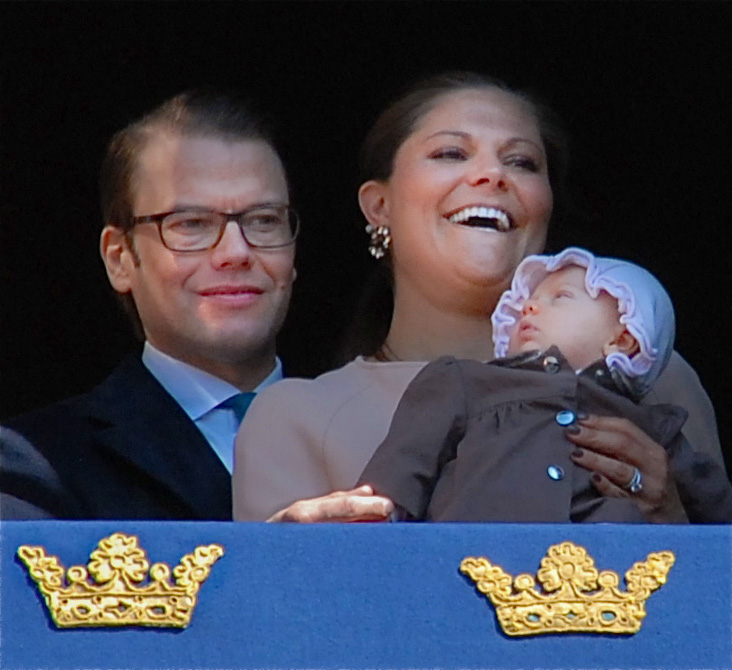
принц Даніель, наслідна принцеса Вікторія та принцеса Естель у королівському палаці міста Стокгольм на 66-й день народження короля Швеції 30 квітня 2012 р.

Даніель Вестлінг народився 15 вересня 1973 р. у місті Еребру.
Навчався в початковій школі Рабо і у школі в Окельбу, а потім у гімназії в Сандвікені. Завершив навчання у середній школі в 1991 р..
Після закінчення гімназії та до періоду служби в армії — працював у будинку перестарілих в Окельбу.
Служив в Хельсінгському полку в Євле.
Після закінчення військової служби, трохи більше року, працював у школі для дітей з особливими потребами. З 1994 р. живе у Стокгольмі.
- У 1994–1996 роках — навчався у Вищій народній школі Федерації гімнастики Швеції в Стокгольмі. Навчався за програмою організаторів програм молодіжного відпочинку. Під час навчання особливу увагу приділяв спортивним заняттям.

Під час навчання підробляв у фітнес-компанії. Після закінчення курсу він почав працювати у фітнес-компанії на постійній основі.
- У 1997 році заснував свою власну компанію і працював консультантом у фітнес-компанії. Власник компанії швед. Balance Training, в якій є три спортзали в центрі м. Стокгольм. На даний час компанія налічує близько 100 співробітників.
- У 2002 р. він познайомився з кронпринцесою Вікторією, коли став її особистим тренером.
- 24 лютого 2009 р. було офіційно оголошено про заручини Даніеля й Вікторії, та про дозвіл на шлюб від батька Вікторії короля Карла XVI Густафа та уряду Швеції[3].
- 19 червня 2010 р. у кафедральному соборі м. Стокгольма відбулася урочиста церемонія одруження[4]. Він із дружиною після одруження оселився в садибному будинку у маєтку Хага швед. Haga slott[5].
- 23 лютого 2012 р. у нього та Вікторії народилася донька — Естель, що є другою в черзі спадкоємства шведського престолу.

## Інтереси
Захоплюється лижами й грою у гольф. Активно цікавиться соціальними питаннями, питаннями охорони здоров'я, спорту та підприємницької діяльності. Полюбляє відвідувати театр.

## Нагороди
- Орден Серафимів (19 червня 2010 р., Швеція)[6];
- Орден Хреста землі Марії 1 класу (Естонія, 2011 р.)[7];
- Великий хрест ордену Білої троянди (Фінляндія, 2012 р.)[8]

## Походження
У зв'язку з його взаємодією з принцесою Вікторією, Шведський королівський архів опублікував відомості про предків Даніеля Вестлінга. Більшість з них були фермерами (селянами) в провінції Хельсінгланд. Його дід Андерс Вестлінг (1900–1980 роки життя). У червні 2010 р. генеалог Бьорн Енгстрем опублікував відомості про предків Даніеля Вестлінга в XIV столітті, і показав, що Вестлінг походить від деяких середньовічних сімей в районі шахти в Фалун, в тому числі Свінхувуд. 1 липня 2008 р. він переїхав в однокімнатну квартиру в житловому будинку в районі швед. Drottningholm Pagebyggnaden м. Стокгольм. Законність цієї оренди була підтверджена королівським двором.